# 지옥문 (1962년 영화)
"지옥문"은 1962년 공개된 대한민국의 영화이다.

## 배역
- 이민자
- 이예춘
- 이향
- 김지미
- 김석훈
- 박노식
- 김운하
- 이빈화

## 수상
- 1963년 제2회 대종상
  - 음악상 - 정윤주
  - 녹음상 - 이경순
  - 특별장려사 - 해성영화사